# Bogdan Baranowski
Bogdan Baranowski (ur. 27 października 1927 w Kępnie, zm. 29 czerwca 2014) – polski chemik, profesor zwyczajny, członek rzeczywisty Polskiej Akademii Nauk, specjalista w zakresie fizykochemii ciała stałego i termodynamiki procesów nieodwracalnych, prezes Polskiego Towarzystwa Chemicznego (1973–1979).

## Życiorys
Był profesorem Instytutu Chemii Fizycznej PAN. Od 1951 był członkiem Polskiego Towarzystwa Chemicznego, którego był prezesem w latach 1973–1979, a następnie od 1997 prezesem honorowym. Od 1973 członek korespondent, a od 1991 członek rzeczywisty PAN.
Zmarł 29 czerwca 2014, został pochowany na Cmentarzu Wawrzyszewskim w Warszawie.